# Schafhof-Teufelsloch
Koordinaten: 49° 35′ 33″ N, 8° 40′ 43″ O
Das Naturschutzgebiet Schafhof-Teufelsloch liegt auf dem Gebiet der Gemeinde Hemsbach im Rhein-Neckar-Kreis in Baden-Württemberg.
Das Gebiet erstreckt sich östlich der Kernstadt Hemsbach. Westlich des Gebietes verläuft die B 3, östlich fließt der Balzenbach und verläuft die Kreisstraße K 4128, unweit südöstlich verläuft die Landesgrenze zu Hessen. Am westlichen Rand des Gebietes erstreckt sich der 142,61 Ar große Jüdische Friedhof Hemsbach.

## Bedeutung
Das 34,4 ha große Gebiet steht seit dem 20. Dezember 1991 unter der Kenn-Nummer 2.147 unter Naturschutz. Es handelt sich um ein charakteristisches Tal des „Bergsträßer Odenwaldes“ mit Trockenrasen, Halbtrockenrasen, Streuobstwiesen, Trockenmauern, Saum- und Grünlandgesellschaften, Röhrichten, Feuchtwiesen, Sickerquellen und Bachauen.